# Hervormde kerk (Stavenisse)
De Hervormde kerk is een protestantse kerk van de Nederlandse Hervormde Kerk in Stavenisse in de provincie Zeeland.

## Geschiedenis
In de 17e eeuw werd een eenvoudig dorpskerkje gebouwd dat in 1623 gereed was. Het kerkje werd in 1664 vergroot en in 1672 werd de kerktoren van circa 28 meter hoog bijgebouwd. Deze eenvoudige bakstenen toren heeft een vierkante onderbouw waarop een achtkant staat, bekroond door een open koepeltje. In 1879 werd de kerk gerestaureerd maar begin van de 20e eeuw was de kerk zo bouwvallig dat er besloten werd de kerk af te breken. In 1910-1911 werd op dezelfde plaats een nieuwe kerk gebouwd. Enkel de kerktoren en het koor met de graftombe uit 1669 bleven behouden. De kerk werd ontworpen door architect Hendrik Jesse uit Oegstgeest naar het voorbeeld van zijn Vredeskerk in Katwijk aan Zee. De eerstesteenlegging gebeurde op 15 oktober 1910 en de kerk werd ingewijd op 12 juli 1911.
Tijdens de watersnoodramp op 1 februari 1953 stond het kerkgebouw onder water waarbij het zeewater 3,2 meter hoog stond. Zowel de graftombe als de kerk liepen zware waterschade op en de herstelwerkzaamheden namen geruime tijd in beslag.
Zowel de kerktoren als de kerk, vanwege zijn interieuronderdelen, kregen in 1974 de status van rijksmonument.
Begin 2017 werd besloten om geld in te zamelen voor dringende herstelwerken die nodig zijn aan het dak van de consistorie, de glas in loodramen en het stucwerk dat vernieuwd moet worden ten gevolge van het zout water dat in 1953 in de muren doorgedrongen is. De totale kosten worden geschat op 290.000 euro.

## Grafmonument
In de kerk bevindt zich de originele marmeren graftombe van de ambachtsheer Hieronymus van Tuyll van Serooskerken die op 22 april 1669 overleed. De tombe werd gemaakt door de uit Mechelen afkomstige Haagse beeldhouwer Rombout Verhulst (1624-1698). In februari 2021 werd bekend dat het monument aan restauratie toe is vanwege optrekkend zout.

## Orgel
Het kerkorgel is een tweeklaviers pneumatisch pijporgel dat in 1900 werd gebouwd door de firma Th. Nohren uit Roermond. Het werd op 19 juni 1901 in gebruik genomen in de Hervormde kerk van Sint-Annaland en tien jaar later overgeplaatst naar de kerk in Stavenisse. In 2012 werd het orgel grondig gerestaureerd door de firma A. Nijsse & Zoon uit Oud-Sabbinge.

## Fotogalerij

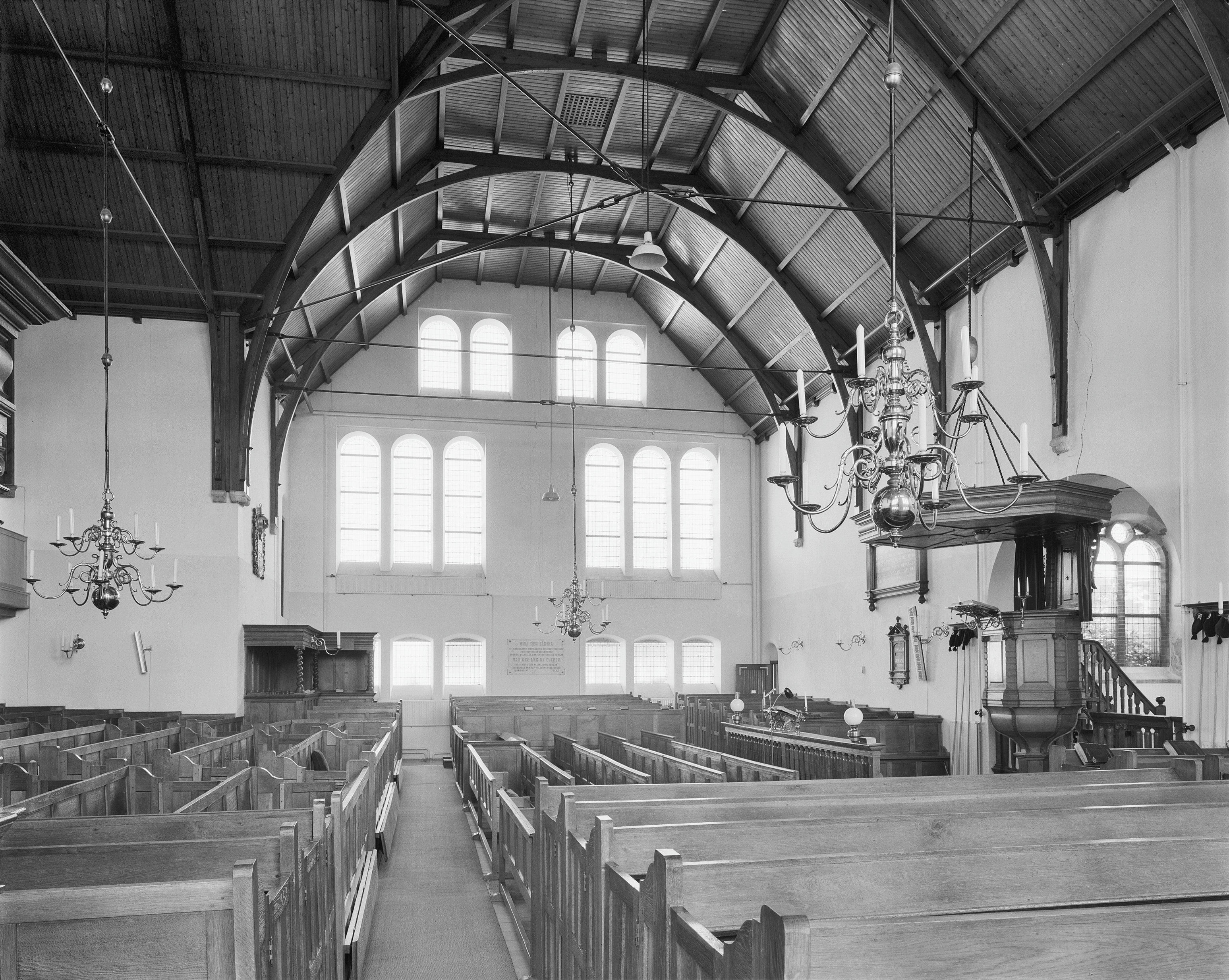
Interieur
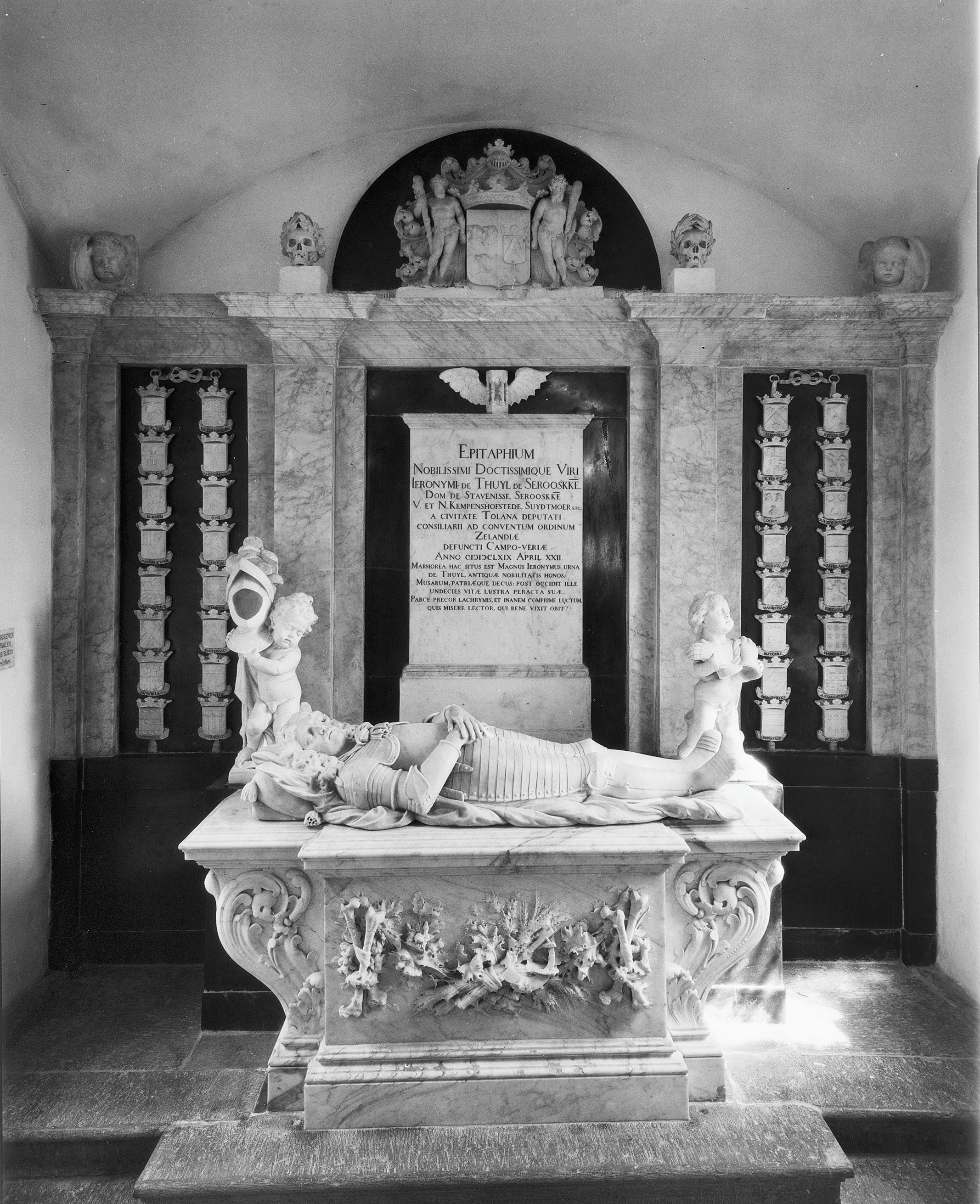
Grafmonument
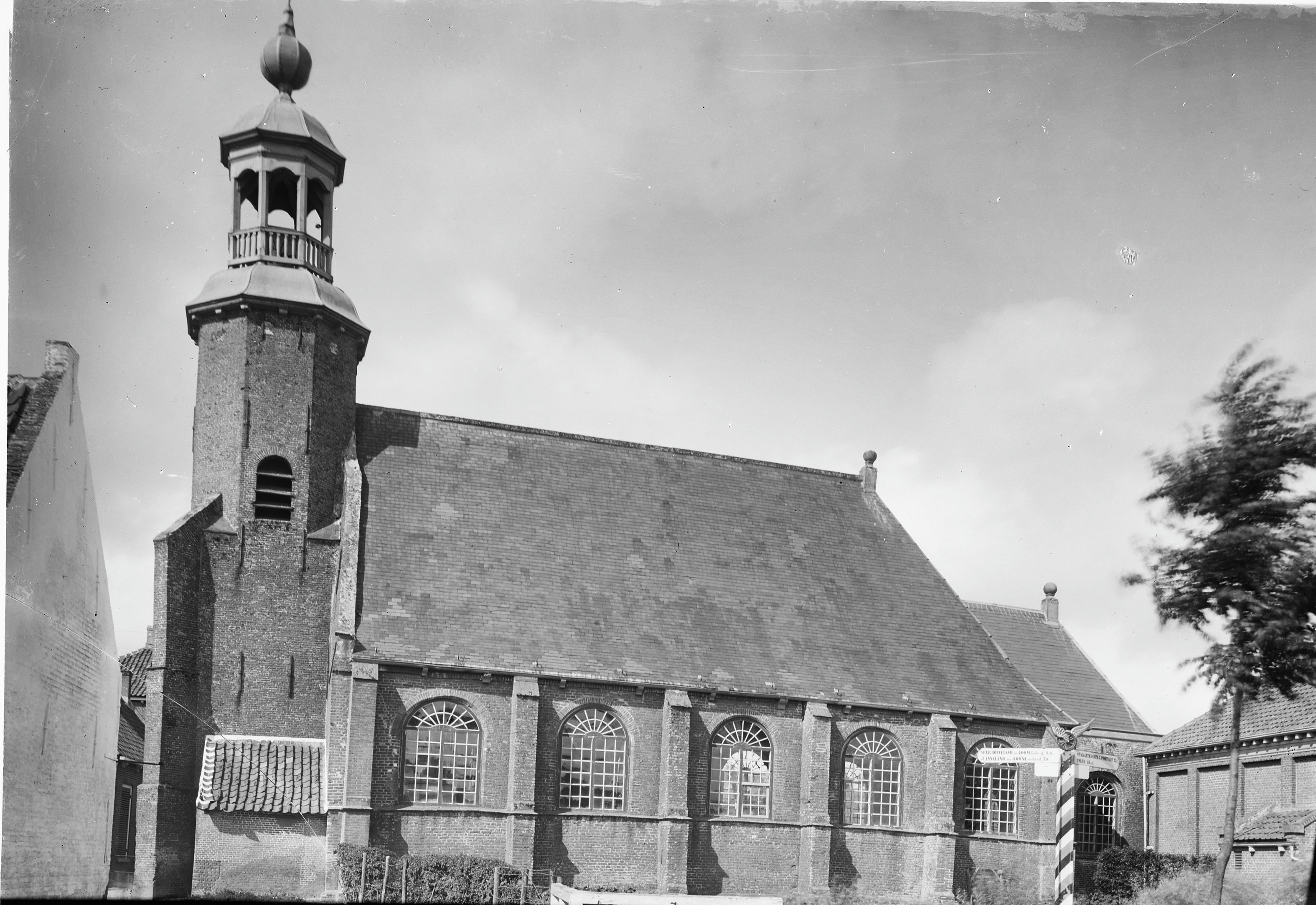
Oude kerkgebouw in 1905
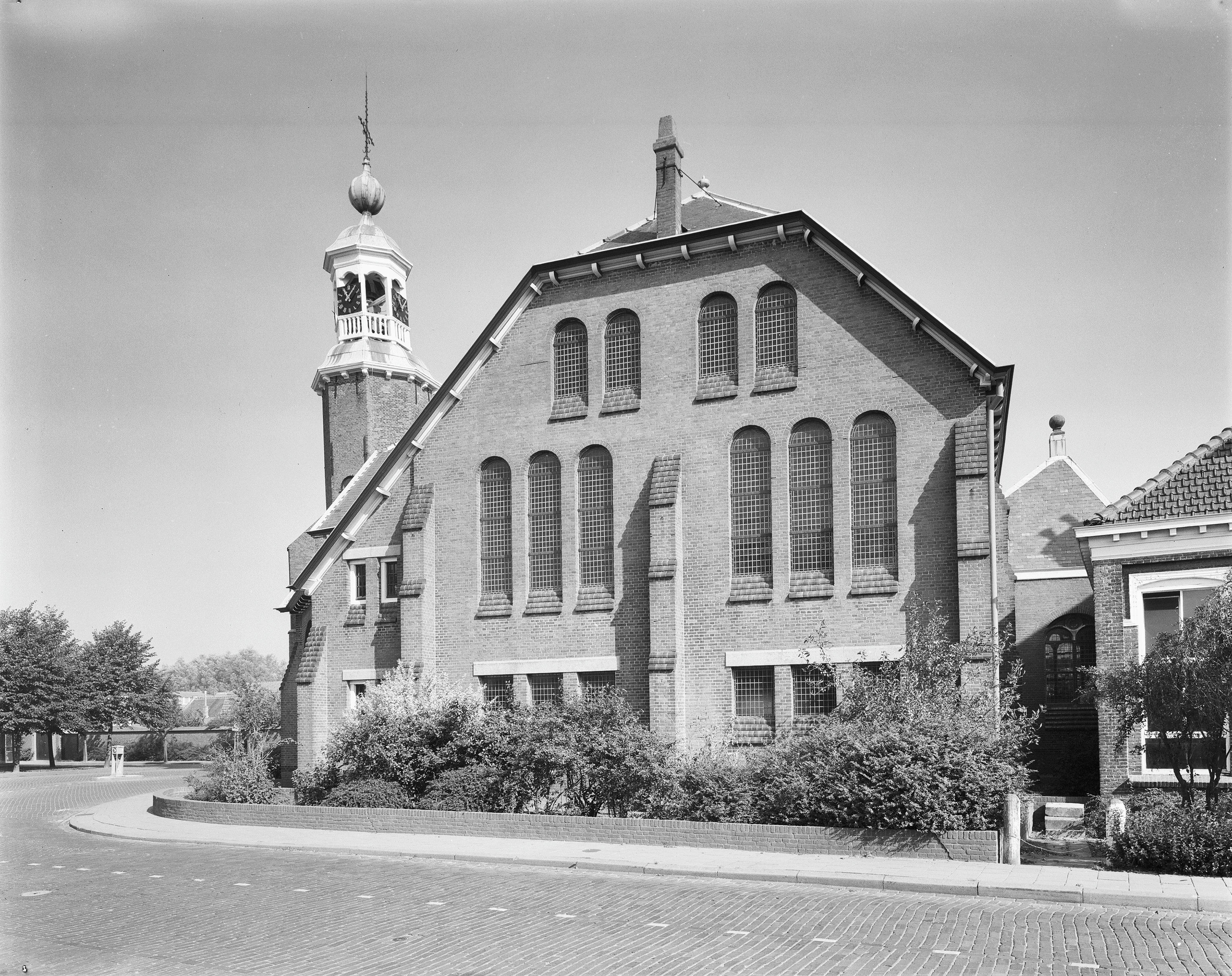
Zijgevel van de kerk